# Peteria
Peteria là một chi thực vật có hoa thuộc họ Fabaceae.
Các loài:
- Peteria scoparia
- Peteria thompsoniae

## Hình ảnh

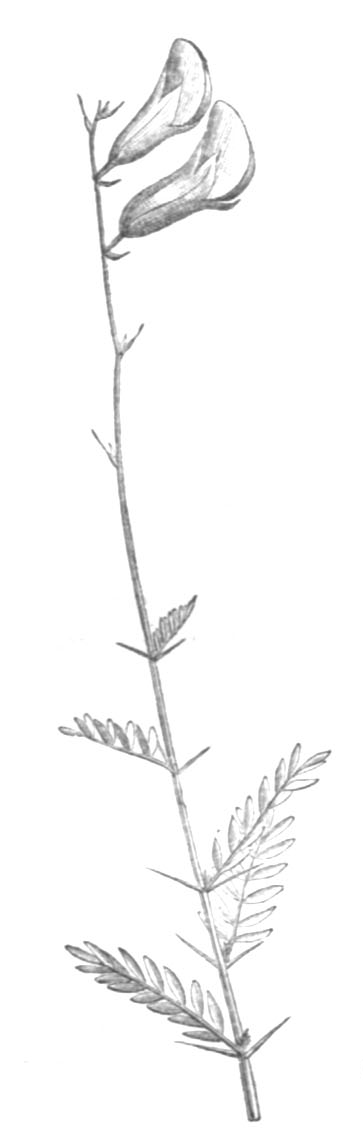